# Vallée d'Aoste Blanc de Morgex et de La Salle
Le Vallée d'Aoste Blanc de Morgex et de La Salle est un vin blanc italien de la région autonome Vallée d'Aoste doté d'une appellation DOC depuis le 30 juillet 1985. Seuls ont droit à la DOC les vins récoltés à l'intérieur de l'aire de production définie par le décret. Les vignobles autorisés se situent en Vallée d'Aoste dans les communes de Morgex et de La Salle.
Les raisins proviennent des vignobles les plus hauts d’Europe (entre 900 et 1200 m d’altitude) proches du mont Blanc.

## Caractéristiques organoleptiques

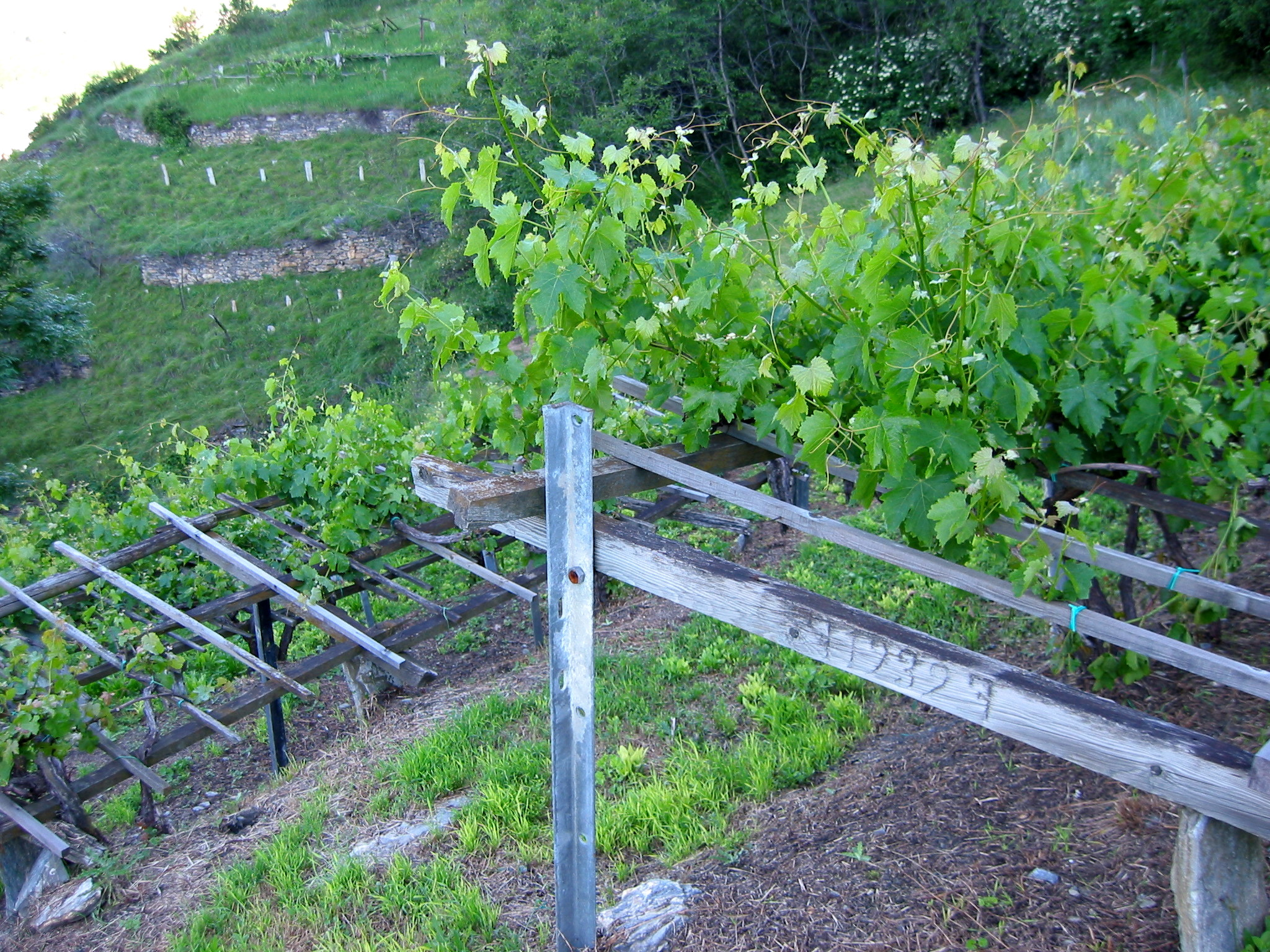
Prié blanc.

- couleur : blanc paille clair avec des reflets verdâtres
- odeur : fin, délicat, avec des arômes d'herbes de montagne et de foin
- saveur : sec, délicat, fruité.

Le Vallée d'Aoste Blanc de Morgex et de La Salle se déguste à une température de 8 à 10 °C ; il doit être bu jeune.

## Production
Province, saison, volume en hectolitres :
- pas de données disponibles